# You Shook Me
Singles de Muddy Waters
Going Home
(1962) You Need Love
(1963)
You Shook Me est une chanson de blues écrite et composée par Willie Dixon et J. B. Lenoir. Earl Hooker a été le premier à l'enregistrer en tant que titre instrumental qui a ensuite été doublé avec les paroles chantées par Muddy Waters en 1962. La chanson a été reprise notamment par deux groupes du British Blues Boom, Led Zeppelin et Jeff Beck Group. 

## Version de Muddy Waters
Le single, enregistré en 1962 pour Chess Records, est interprété par Muddy Waters au chant, J.T Brown Ernest Cotton au saxophone ténor, Johnny « Big Moose » Walker à l'orgue électrique, Earl Hooker à la guitare, Willie Dixon à la contrebasse et Casey Jones à la batterie. 

## Reprises
- 1968 : Jeff Beck (Truth)
- 1969 : Led Zeppelin (Led Zeppelin)
- 1970 : Willie Dixon (I Am the Blues)
- 1993 : B. B. King (Blues Summit)
- 1995 : Mick Taylor (Live at 14 Below: Coastin' Home [enregistré en concert le 1er février 1995])
- 1996 : The Blues Band (Homage [enregistré en concert en 1993])
- 1997 : Killer Whales (Shredzilla)
- 2000 : Jimmy Page & The Black Crowes (Live at the Greek)
- 2002 : Lisa Ferguson (Livin' Lovin' Played: A Led Zeppelin Tribute)
- 2004 : George Lynch (Furious George)
- 2008 : Artimus Pyle (Led Box: The Ultimate Led Zeppelin Tribute)
- 2015 : Joe Bonamassa (Muddy Wolf at Red Rocks)[2]

## Sources
- Led Zeppelin: Dazed and Confused: The Stories Behind Every Song, by Chris Welch,  (ISBN 1-56025-818-7)
- The Complete Guide to the Music of Led Zeppelin, by Dave Lewis,  (ISBN 0-7119-3528-9)